# Show Me The Money
Show Me The Money (kurz: SMTM / Koreanisch: 쇼미더머니 Syomi Deo Meoni) ist eine südkoreanische Rap-Wettbewerbssendung, die auf Mnet ausgestrahlt wird. Seit der Ausstrahlung der ersten Staffel in 2012 bis zur letzten Staffel im Jahr 2019  wächst die Beliebtheit der Show stetig. Es wird sogar zugeschrieben, dass das Interesse der südkoreanischen Öffentlichkeit an Hip-Hop gewachsen ist.

## Hintergrund
Als Show Me The Money erstmals im Jahr 2012 ausgestrahlt wurde, war diese Sendung die Einzige im südkoreanischen Fernsehen, die sich allein nur auf Hip-Hop konzentrierte. SMTM war die erste Hip-Hop-Sendung, die Mnet ausstrahlte, nach dem in 2004 die Sendung "Hip Hop the Vibe" gestrichen wurde. Das Format der einzelnen Staffeln ist unterschiedlich, besteht jedoch im Allgemeinen aus Teilnehmern, die sich einer Reihe von Herausforderungen stellen, bis nur noch ein Rapper übrig ist. Die Show enthält eine Mischung aus Anfängern und erfahrenen Rapper, wobei die erfahrenen Rapper typischerweise als "Produzenten" fungieren, wobei sie sowohl Mentoren als auch Richter sind.

## Staffeln
- Staffel 1 (2012)
- Staffel 2 (2013)
- Staffel 3 (2014)
- Staffel 4 (2015)
- Staffel 5 (2016)
- Staffel 6 (2017)
- Staffel 7 (2018)
- Staffel 8 (2019)
- Staffel 9 (2020)
- Staffel 10 (2021)